# ABBA. Film
ABBA. Film (ang. ABBA: The Movie) – fabularyzowany film dokumentalny z trasy koncertowej po Australii popowej szwedzkiej grupy ABBA z 1977 roku. Wyreżyserowany przez Lasse Hallströma, który był reżyserem większości teledysków grupy.

## Fabuła
Film opowiada o przygodach Ashleya Wallace'a (Robert Hughes), naiwnego didżeja, który zazwyczaj prezentuje nocne programy country i western. Pewnego dnia zostaje wysłany przez szefa swojej stacji (Bruce Barry) na dogłębny wywiad z grupą, który ma być wyemitowany w dniu, kiedy ABBA będzie opuszczać Australię. Ashley, który nigdy wcześniej nie przeprowadzał wywiadu, mierzy się z wieloma przeciwnościami, przede wszystkim dlatego, że zapomniał wziąć ze sobą swoją kartę prasową. Nie pomaga mu także fakt, że nie może kupić biletu na koncert. Zaopatrzony w przenośny magnetofon szpulowy, Ashley jest zmuszony podążać za grupą po całej Australii, zaczynając od Sydney, a następnie podróżując kolejno do Perth, Adelaide i Melbourne, doświadczając wielokrotnych starć z bardzo uważnym ochroniarzem grupy (Tom Oliver), a także jego coraz bardziej zirytowanym szefem. W całym filmie widzimy, jak Ashley przeprowadza wywiady z publicznością, pytając ich, czy i dlaczego lubią Abbę. Prawie wszystkie komentarze są pozytywne.
W końcu Ashley ma w holu hotelu szczęśliwe spotkanie ze Stigiem Andersonem, menadżerem grupy, który zgadza się umówić na wywiad i daje mu bilety na wieczorny koncert. Jednak Ashley zaspał i nie dotarł na koncert. Gdy stracił nadzieję, staje twarzą w twarz z ABBĄ w windzie. Tam członkowie grupy udzielają mu wywiadu, a on opuszcza Melbourne akurat na czas, aby dotrzymać terminu nadania audycji radiowej. Końcowego montażu dokonuje z tyłu taksówki, gdy ABBA wyjeżdża z Australii do Europy. Na kilka minut przed czasem Ashley wraca do stacji radiowej, gdzie po ustawieniu taśmy na urządzeniu odtwarzającym w studiu rozluźnia się przy swoim pulpicie sterowniczym i słucha, jak nadawany jest wywiad.

## Produkcja
Hallström przekazał, że scenariusz i koncepcja fabuły filmu zostały „wymyślone w samolocie w drodze do Australii”. Początkowo miała być używana taśma 16 mm, ale producenci ostatecznie zdecydowali się na taśmę 35 mm. 
Film był przeważnie kręcony w Australii, ale niektóre dodatkowe sceny zostały nakręcone w Szwecji (jednak w fabule nadal rozgrywają się w Australii).
Premiera filmu była połączona z wydaniem piątego albumu ABBY - The Album.

## Obsada
- Benny Andersson - on sam
- Björn Ulvaeus - on sam
- Agnetha Fältskog - ona sama
- Anni-Frid Lyngstad - ona sama
- Stig Anderson - on sam
- Richard Norton - on sam, ochroniarz i trener fitness
- Robert Hughes - Ashley Wallace
- Bruce Barry - menedżer stacji radiowej
- Tom Oliver - ochroniarz, barman, kierowca taksówki

## Muzyka
W filmie wykorzystano następujące utwory:
- "Tiger"
- "SOS"
- "Money, Money, Money"
- "He Is Your Brother"
- "Intermezzo No. 1"
- "Waterloo"
- "Mamma Mia"
- "Rock Me"
- "I've Been Waiting for You"
- "The Name of the Game"
- "Why Did It Have to Be Me?"
- "When I Kissed the Teacher"
- "Get on the Carousel"
- "I'm a Marionette"
- "Fernando"
- "Dancing Queen"
- "So Long"
- "Eagle"
- "Thank You for the Music"